# Otto Walter (Politiker, 1902)
Otto Walter (* 2. Oktober 1902 in Tarnowitz; † 8. Mai 1983 in Ost-Berlin) war ein deutscher Politiker (KPD, SED) und stellvertretender Minister für Staatssicherheit der DDR.

## Leben
Als Sohn eines Zimmermanns geboren, erlernte auch Otto Walter nach dem Besuch der Volksschule in Gleiwitz ab 1917 das Zimmermannshandwerk. Als solcher war er bis 1928 tätig. 1919/20 war er Mitglied der Freien Sozialistischen Jugend (FSJ). Im Jahr 1920 trat Walter in die Kommunistische Partei Deutschlands (KPD) ein. Er besuchte 1927 die Reichsparteischule der KPD in Hohnstein und war 1929/30 Org.-, später Pol.-Leiter der KPD-Bezirksleitung Oberschlesien sowie 1929 KPD-Stadtverordneter in Gleiwitz. Seit 1919 war Walter gewerkschaftlich im Zentralverband der Zimmerer und verwandter Berufsgenossen Deutschlands (ZvdZD) organisiert. 1929 trat Walter in die Revolutionäre Gewerkschafts-Opposition (RGO) ein, zwei Jahre später erfolgte sein Beitritt zum Einheitsverband für das Baugewerbe (EVfdB). Von 1930 bis 1933 amtierte Walter als Sekretär des KPD-Bezirks Halle-Merseburg. Im Juli 1932 wurde Walter als Kandidat der KPD für den Wahlkreis 11 (Merseburg) in den Reichstag gewählt, dem er in der Folge bis zum März 1933 angehörte.
Nach der nationalsozialistischen „Machtergreifung“ konnte Walter zunächst unter den Decknamen Artur und Heinrich Nauer untertauchen. Am 28. Dezember 1933 wurde er aufgrund seiner Tätigkeit in der illegalen Untergrund-KPD verhaftet. Das Oberlandesgericht Karlsruhe verurteilte ihn am 24. Januar 1935 wegen Vorbereitung zum Hochverrat zu drei Jahren Gefängnis. Nach der Verbüßung seiner Haftstrafe wurde er noch bis zum 3. Mai 1945 in Konzentrationslagern, unter anderem drei Jahre im KZ Sachsenhausen, gefangen gehalten.
Nach dem Krieg nahm Walter seine politische Tätigkeit wieder auf. Zunächst wurde er in der Landesleitung von Sachsen-Anhalt beschäftigt. Von Juli 1945 bis April 1946 war Walter Mitglied des Sekretariats der Provinzleitung der KPD. Nach der Zwangsvereinigung von SPD und KPD war er Mitglied im Sekretariat der Sozialistischen Einheitspartei Deutschlands (SED). Von 1946 bis 1951 gehörte Walter dem Landtag von Sachsen-Anhalt an. Seit Mai 1949 war er Mitarbeiter beim Aufbau des MfS-Vorgängers Hauptverwaltung zum Schutz der Volkswirtschaft. Ab 1949 war er als „zweiter Mann“ von Erich Mielke im späteren Ministerium für Staatssicherheit der DDR in Ostberlin tätig. In der Stasi-Hauptzentrale in Berlin führte Walter als Generalinspekteur und Stellvertreter des Ministers von Oktober 1951 bis Juli 1953 die Hauptabteilung Politkultur. Im Februar 1953 wurde er zum Generalmajor umattestiert. Im November 1953 erfolgte die Ernennung zum „stellvertretenden Staatssekretär für Verwaltungsfragen“ des Staatssekretariats für Staatssicherheit als Nachfolger von Rudolf Menzel und nach Wiederherstellung des Ministeriums 1955 zum stellvertretenden Minister. Am 6. Mai 1955 erhielt er den Vaterländischen Verdienstorden in Silber. Von November 1957 bis 1964 fungierte er als 1. Stellvertreter des Ministers. Im Oktober 1959 erhielt er den Rang eines Generalleutnants und wurde 1962 mit dem Vaterländischen Verdienstorden in Gold ausgezeichnet. Im Januar 1964 wurde er wegen Differenzen mit Mielke entlassen und in den Ruhestand versetzt. 1977 erhielt er den Karl-Marx-Orden.

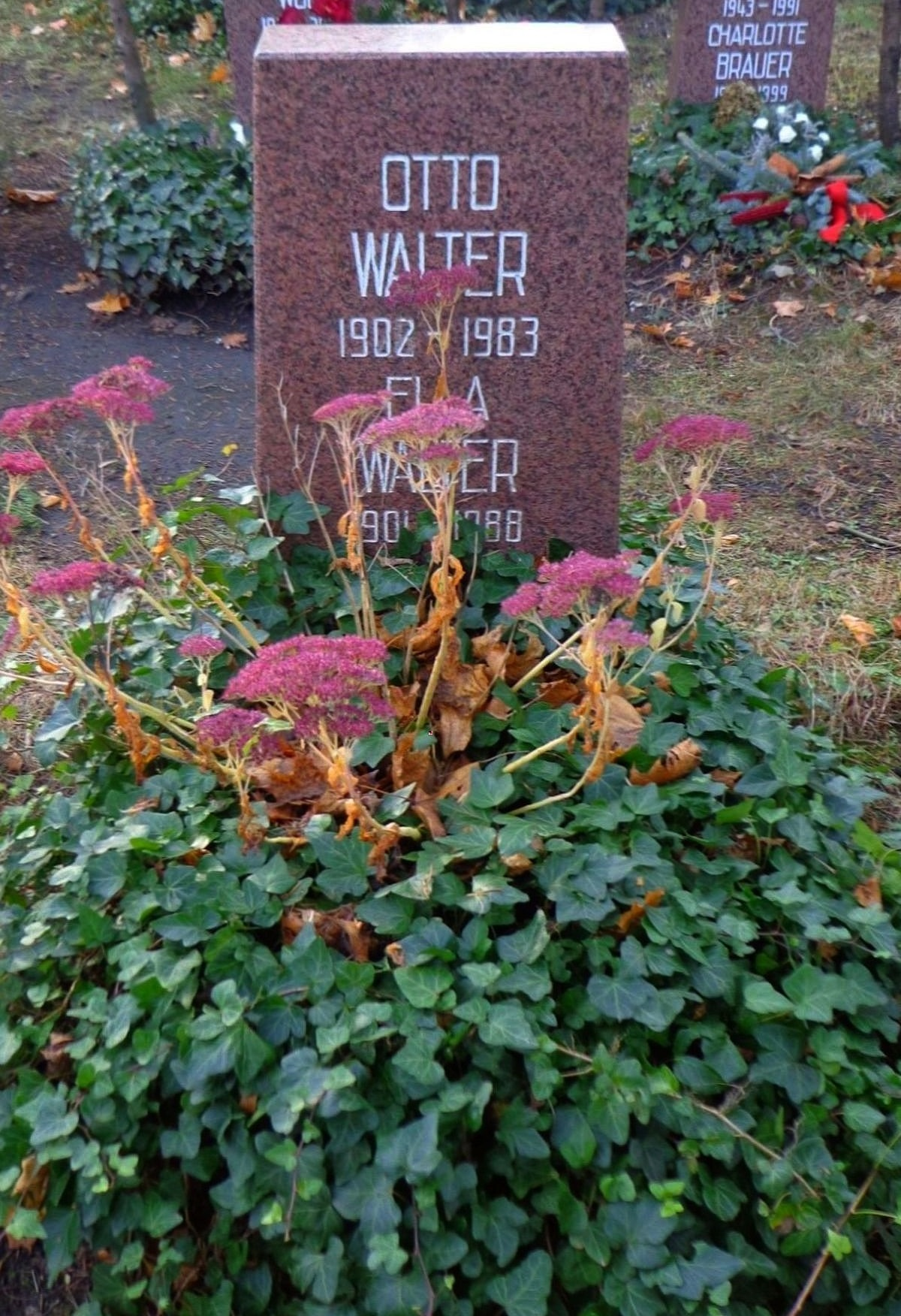
Grabstätte

Seine Urne wurde in der Grabanlage Pergolenweg des Berliner Zentralfriedhofs Friedrichsfelde beigesetzt.